# Pastor holandés

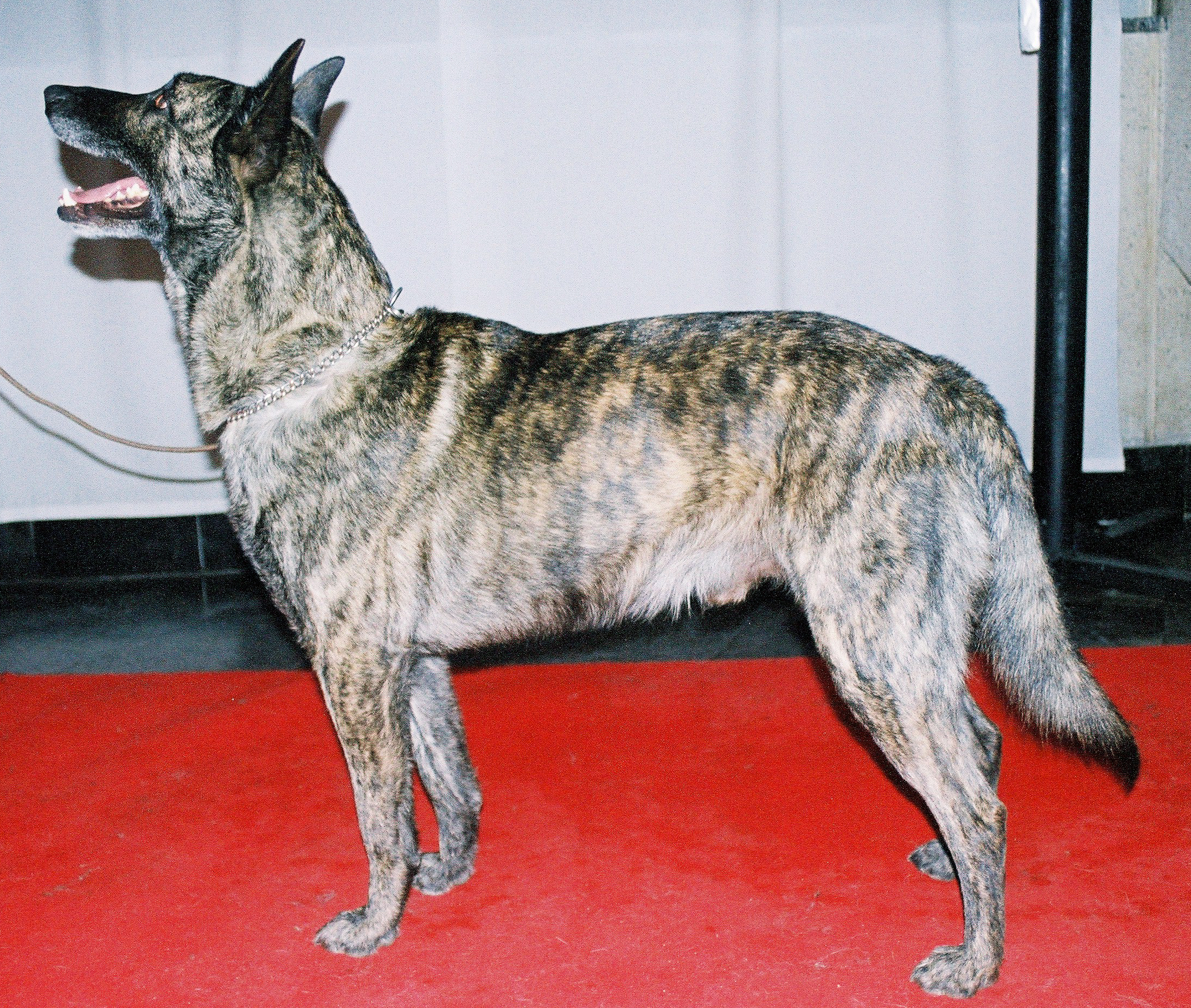
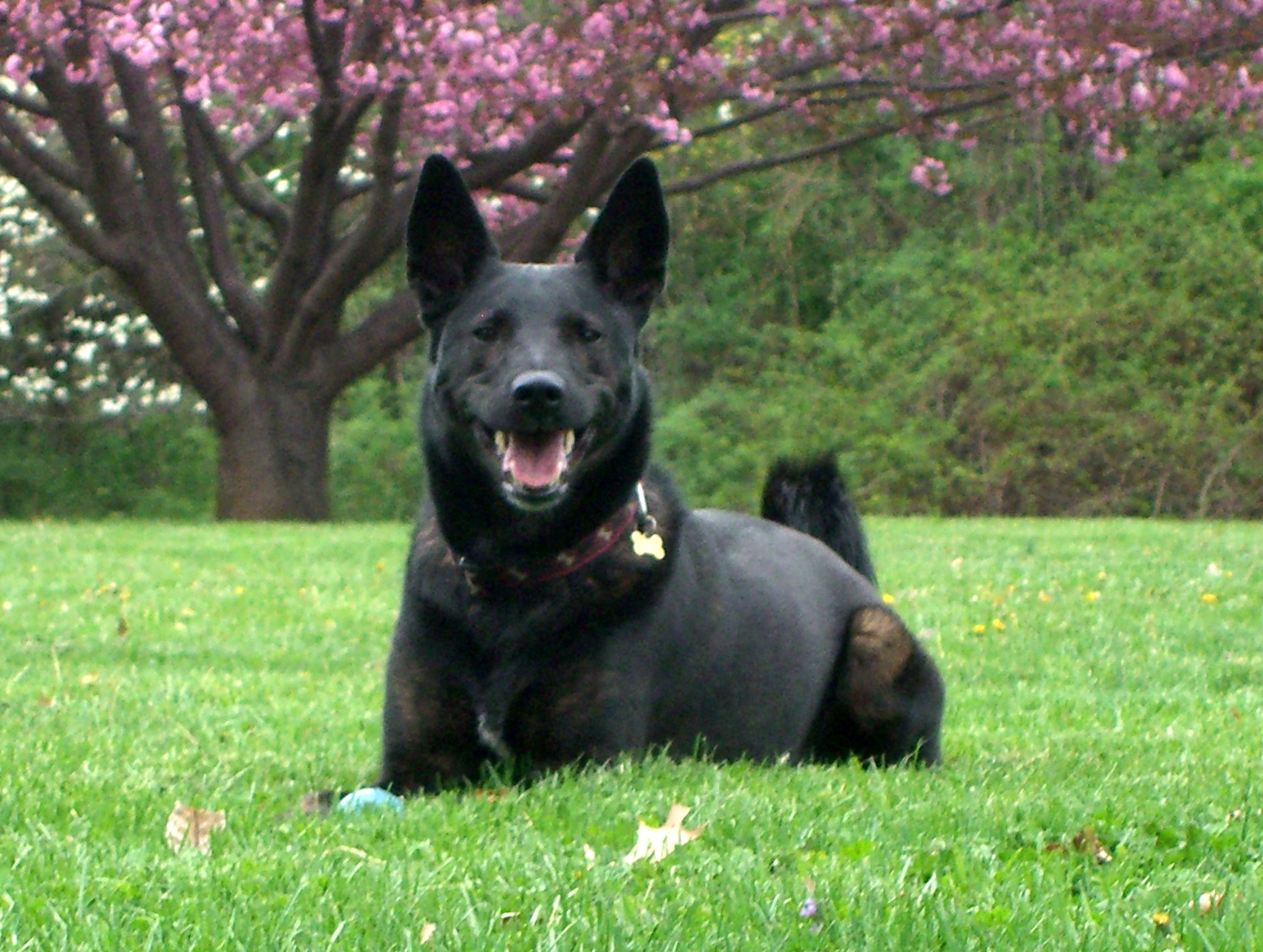
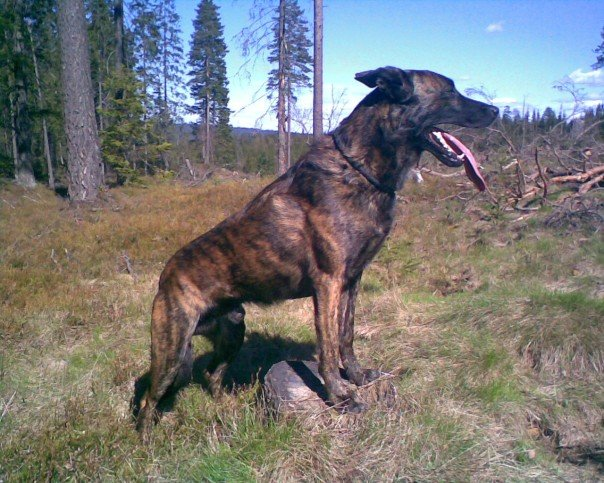
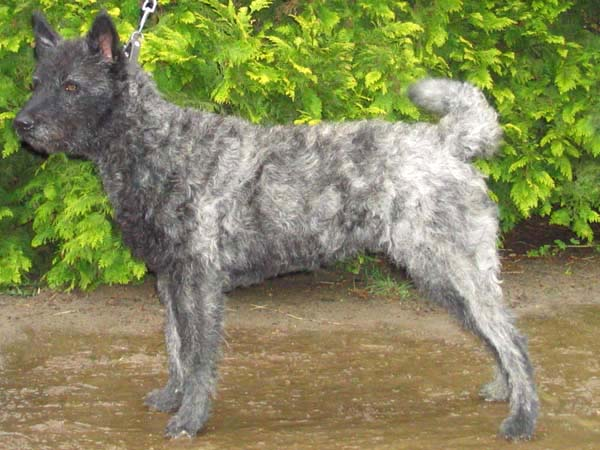

El pastor holandés (en neerlandés: Hollandse Herder) es una raza de perro pastor originaria de los Países Bajos. Es de talla grande, musculoso y estructura corporal fuerte y bien proporcionada. Es apegado a su dueño, vivaz, obediente, dócil, siempre atento y con una gran capacidad y agilidad como pastor ovejero.

## Historia
Históricamente se asocia al pastor holandés y al pastor belga con antepasados comunes, provenientes de la misma región, que quedaron divididos durante la creación del estado de Bélgica en 1830. En los países bajos desde hace siglos existían perros pastores de origen centro europeo. Se cree que el Schipperke comparte antepasados con estas dos razas, aunque las líneas de cría de los pastores holandeses y belgas se debían separar de las del Schipperke mucho antes, quizás durante la Edad Media o el Renacimiento porque el estándar de este pequeño perro se definió y se inscribió ya en 1889. También compartían un origen cercano con el pastor alemán original. Hasta el siglo diecisiete, los perros pastores de los países bajos tenían una complexión física más robusta que los actuales, debido a que debían proteger a los rebaños de la presencia del lobo. A partir de dicho siglo, el lobo es prácticamente esquilmado en Europa, y esto hace que ya no sea necesario disponer de perros de tanta fortaleza, con lo que poco a poco, se va conformando una raza de pastores inteligentes y eficientes en el desarrollo de sus tareas, pero más ligeros que sus antepasados. Los perros pastor holandés cumplían una variedad de trabajos tales como el pastoreo de grandes rebaños de ovejas, vigilando que estas no se alimentasen de campos cultivados de cereales, el pastoreo y vigilancia de vacas, así como el tiro de pequeños carros en los que los ganaderos transportaban leche y otros productos para ser vendidos en los mercados cercanos.
Antiguamente los pastores holandeses eran seleccionados principalmente siguiendo criterios de funcionalidad y aptitud para el trabajo, y no tanto criterios de belleza, por ello, no existía una descripción física específica. Esto cambió en épocas más recientes, ya que en el año 1898 se fijan los estándares de la raza.
- Comparativo de las dos razas hace un siglo, el tercero es Horand von Grafrath, el primer pastor alemán inscrito como tal y el cuarto es un schipperke de la misma época:

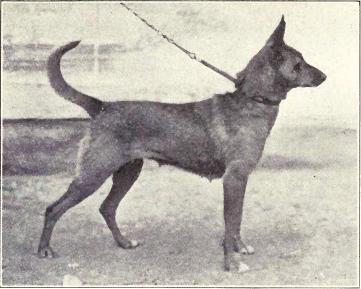
Pastor holandés de 1915.
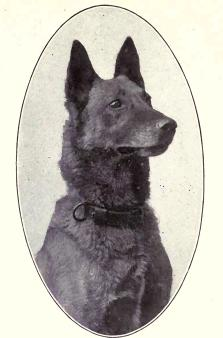
Pastor belga de 1915.
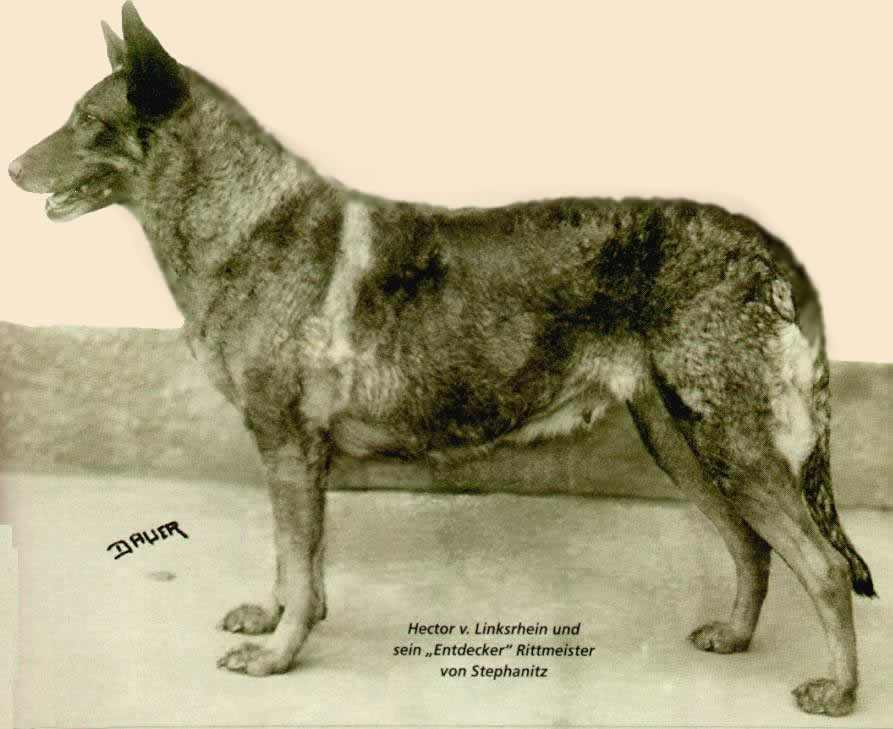
Pastor alemán de 1899.
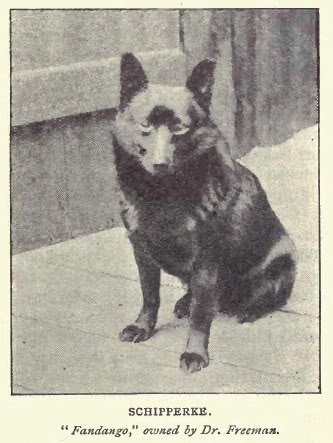
Schipperke de 1904.

La FCI (Federación Cinológica Internacional) no lo reconoció como raza hasta 1960. Es una raza muy poco conocida y muy poco comercializada fuera de los Países Bajos, excepto en los cuerpos de seguridad internacionales y en los ejércitos donde comienza a competir con el pastor belga (Malinois), a menudo se les confunde con los pastores belgas, con otros perros de pelaje atigrado como los pitbulls o incluso con los lobos.

## Variedades

### Pelo Corto
Pelo: Es deseable la presencia de pelo razonablemente duro, no demasiado corto sobre todo el cuerpo, con lanilla interna abundante. El collar, los pantalones y la cola con plumas deben ser claramente visibles.
Color : Más o menos claramente atigrado sobre el color básico pardo (atigrado dorado) o color básico gris (atigrado plateado). El atigrado se extiende en todo el cuerpo, incluyendo en el collar, los pantalones y la cola con plumas. Es indeseable la capa externa con mucho pelo negro. Se prefiere la máscara negra.

### Pelo Largo
Pelo : Sobre todo el cuerpo, pelo largo, liso, pegado, áspero al tacto, sin ondulaciones o rizos, con lanilla interna abundante. La cabeza, las orejas, los pies y los miembros posteriores por debajo de las articulaciones tibio-tarsianas están cubiertos de pelo y denso. La parte posterior de los miembros anteriores muestra muy desarrollado, el cual es más largo en sus partes inferiores las, llamadas plumas. La cola está cubierta en todo su contorno de pelo abundante. No se forman franjas de pelo en las orejas.
Color : El mismo que en la variedad de pelo corto.

### Pelo Duro
Pelo : Es deseable que todo el cuerpo esté cubierto por una capa de pelo denso, duro, abundante; con excepción de la cabeza, presencia de lanilla interna densa. El pelaje debe ser muy tupido. Los labios superiores e inferiores están cubiertos de pelo abundante (comúnmente llamado mostacho o perilla), el cual no es suave y está bien separado. Cejas prominentes, con pelo hirsuto. El pelo está menos desarrollado sobre el cráneo y las mejillas. Cola bien cubierta de pelo en todo su contorno. Son indeseables los pantalones muy desarrollados.
Color : Azul grisáceo y sal con pimienta, atigrado dorado o plateado. El atigrado debe ser menos aparente en la capa externa en el perro de la variedad de pelo duro, al contrario de lo que sucede en las otras variedades.

## Región Craneal
- Cráneo: Aplanado
- Stop: Poco marcado

## Región Facial
- Nariz: Siempre de color negro.
- Hocico : Un poco más largo que el cráneo. Caña nasal recta y paralela a la línea superior del cráneo.
- Labios : Adjuntados.
- Mordida : Fuerte y de desarrollo regular. Cuando el hocico está cerrado, los incisivos del maxilar superior se superponen estrechamente a los incisivos del maxilar inferior (la llamada mordida de tijera).
- Ojos : De color oscuro, de tamaño mediano, almendrados (no redondos), en posición un poco oblicua.
- Orejas : Más bien pequeñas que grandes. En excitación mantiene las orejas erectas y dirigidas hacia adelante. Son de inserción alta y no tienen forma de cuchara. Algunos cachorros que se encuentran enjaulados pueden presentar pequeños sacos de sangre acumulada en las orejas puesto que llegan a lastimarse con los barrotes. Pueden volver a la normalidad ya sea con una cirugía, o drenando adecuadamente los saquitos.

## Cuello
Es deseable que el cuello no sea demasiado corto, que sea delgado, sin papada y presente una transición gradual hacia la línea superior del cuerpo.

## Cuerpo
Fuerte:
- Espalda : Corta, recta y fuerte.
- Lomo : Fuertes, no es largo ni estrecho.
- Pecho : Profundo, pero no estrecho. La línea inferior de la caja torácica continúa gradualmente hacia la línea del vientre.
- Costillas : Ligeramente arqueadas.
- Cola : En reposo la lleva recta o colgando doblándola ligeramente; alcanza hasta la articulación tibio-tarsiana. Durante el movimiento la lleva en forma elegante, pero nunca a los lados en forma de anillo.

## Pies
Dedos muy unidos entre sí y arqueados, evitando así que el pie sea largo. Uñas negras. Almohadillas elásticas y de color oscuro.

## Movimiento
Fluido, flexible, natural. El movimiento no debe ser rígido ni poco natural, pero tampoco muy fácil y abarcando bastante espacio.

## Tamaño
- Altura a la cruz en machos 57–62 cm.
- Altura a la cruz en hembras 55–60 cm.

## Faltas
Cualquier desviación de los criterios antes mencionados se considera como falta y la gravedad de esta se considera al grado de la desviación al estándar.
- Nariz de color diferente al negro.
- Prognatismo superior o inferior.
- Orejas laxas, caídas o en forma de cuchara.
- Cola enroscada.
- Demasiado color blanco en el pecho y en los pies; una línea blanca o mancha en cualquier otro lugar del cuerpo.
- Color y manchas incorrectas, demasiado pelo externo de color negro.
- Orejas o cola cortadas.

## Carácter
El estándar de la raza lo define como: cariñoso, obediente, de trato fácil, despierto, fiel y que se puede confiar. También añaden que tiene una expresión inteligente y un carácter vital.
El pastor holandés, como el pastor belga es un perro rústico, con mucha energía y que necesita mucho ejercicio diario. Si se le pasea a menudo y se juega puede ser un perro muy tranquilo y muy adaptable, pero la falta de ejercicio lo puede convertir en un perro aburrido y con comportamientos destructivos. Necesitan unos dueños firmes y enérgicos, que no sean agresivos, que les proporcionen un liderazgo efectivo y decidido pero sin nada de violencia. Los pastores holandeses pueden ser muy protectores con sus familias. Suele ser muy juguetón y atento y tolerante con los niños.

## Actividades y capacidades

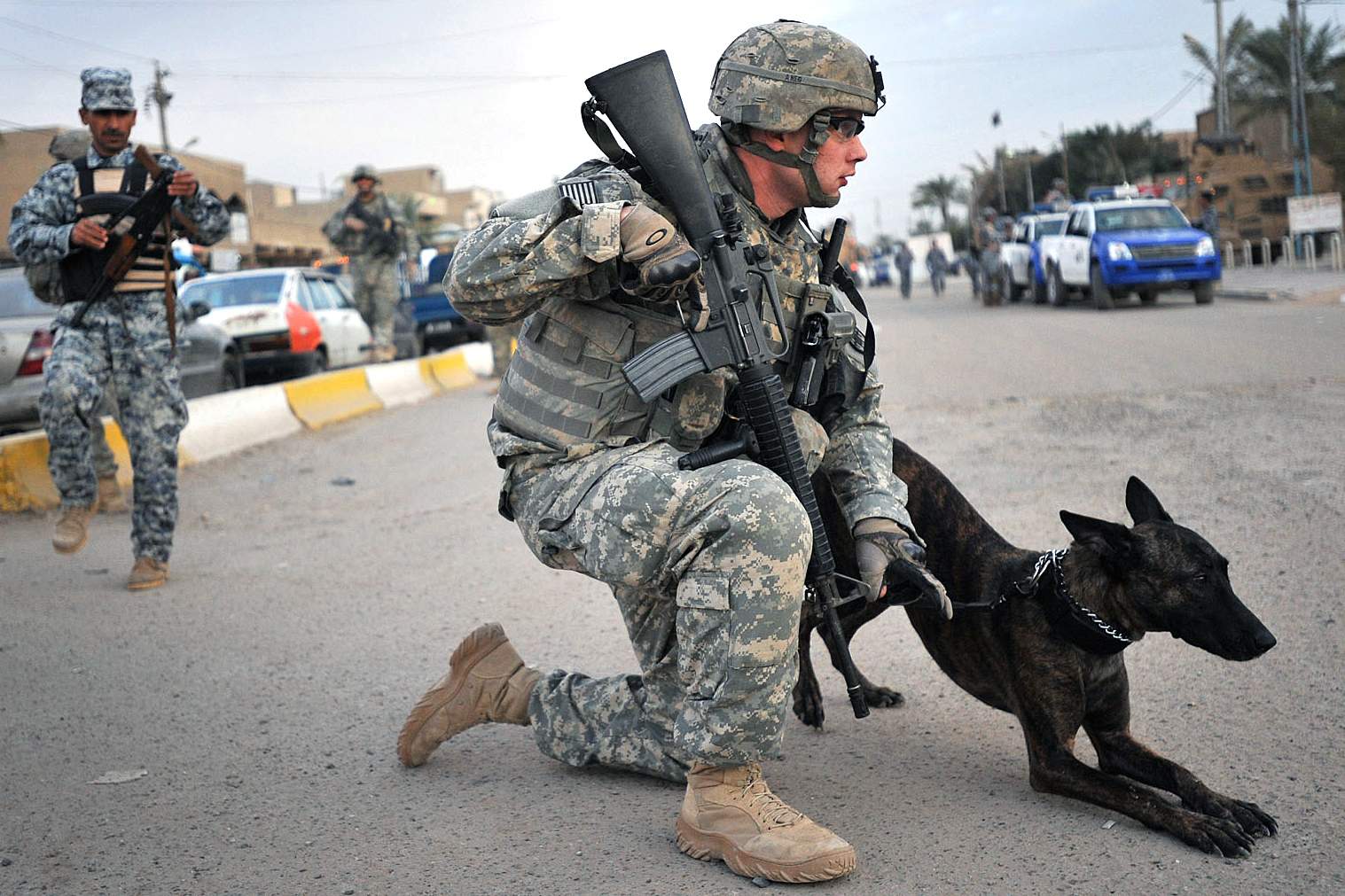
Pastor holandés del ejército de Estados Unidos.

Los pastores holandeses, tanto por el carácter como por su físico, son unos perros muy adecuados para hacer cualquier tipo de actividad deportiva. Son perros fuertes y resistentes, se adaptan bien a casi cualquier clima, aunque prefieren los climas fríos y templados a los cálidos, y a casi cualquier situación. Al igual que los belgas, son buenos para el Agility y otros deportes de carácter lúdico, pero también son muy adecuados para tareas de vigilancia y defensa, para los cuerpos de salvamento y de rescate, y para las unidades caninas tanto de los cuerpos policiales como de los militares.
También son muy adecuados para conducir rebaños y para las labores del campo, en el pastoreo normalmente necesitan menos liderazgo que otros perros de pastor como el Border Collie que dependen fuerza del dueño pero que son muy obedientes, pero sí más que el pastor catalán, que tiene un carácter muy independiente.
En cuanto a las tres variantes, la de pelo corto suele ser la elegida por los cuerpos de seguridad para su mayor vitalidad y energía, mientras que las otras dos (pelo largo y pelo duro) se consideran más adecuadas para los deportes y como animal de compañía, porque son un poco más reposadas y más fáciles de tratar. Las tres son adecuadas para el pastoreo.

## Salud

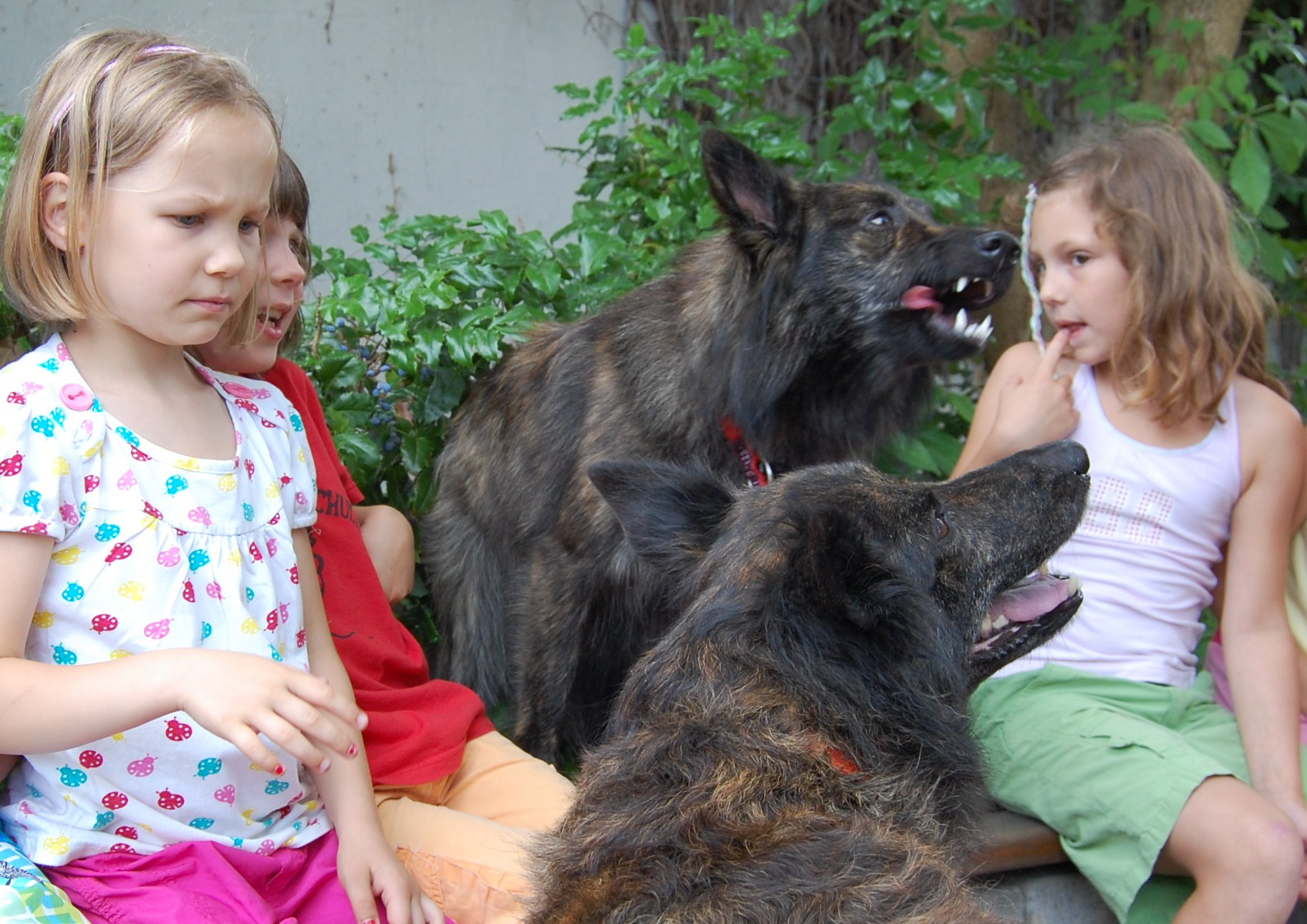
El pastor holandés puede ser un buen compañero en casa.

Es un perro rústico que vive habitualmente de 12 a 14 años. Es una raza sana, que se ha criado para el trabajo y no para la belleza, de modo que no sufre los problemas del pastor alemán. Hay que vigilar, sin embargo, que no tenga problemas de displasia de cadera (canina) inherentes a las razas grandes y gigantes, aunque no es una tara habitual en esta raza. De todos modos se recomienda no forzar a los cachorros con ejercicios bruscos y saltos, ya que antes de hacer el año pueden causar problemas en las articulaciones y en las caderas.

## Fotografías
Recopilación de fotografías para poder comparar las diferentes variantes de pastor holandés y para compararlas con las otras dos razas con quienes comparten antepasados directos (los belgas y los schipperkes):

### Schipperke

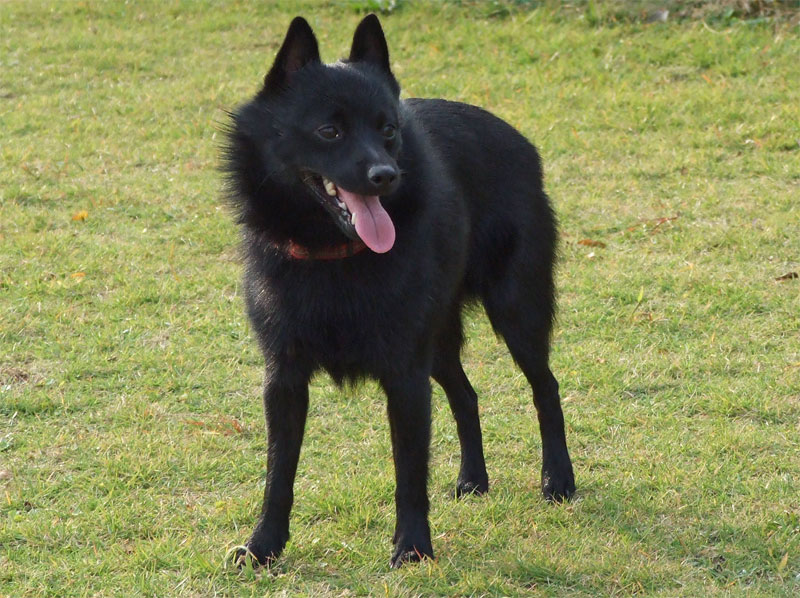
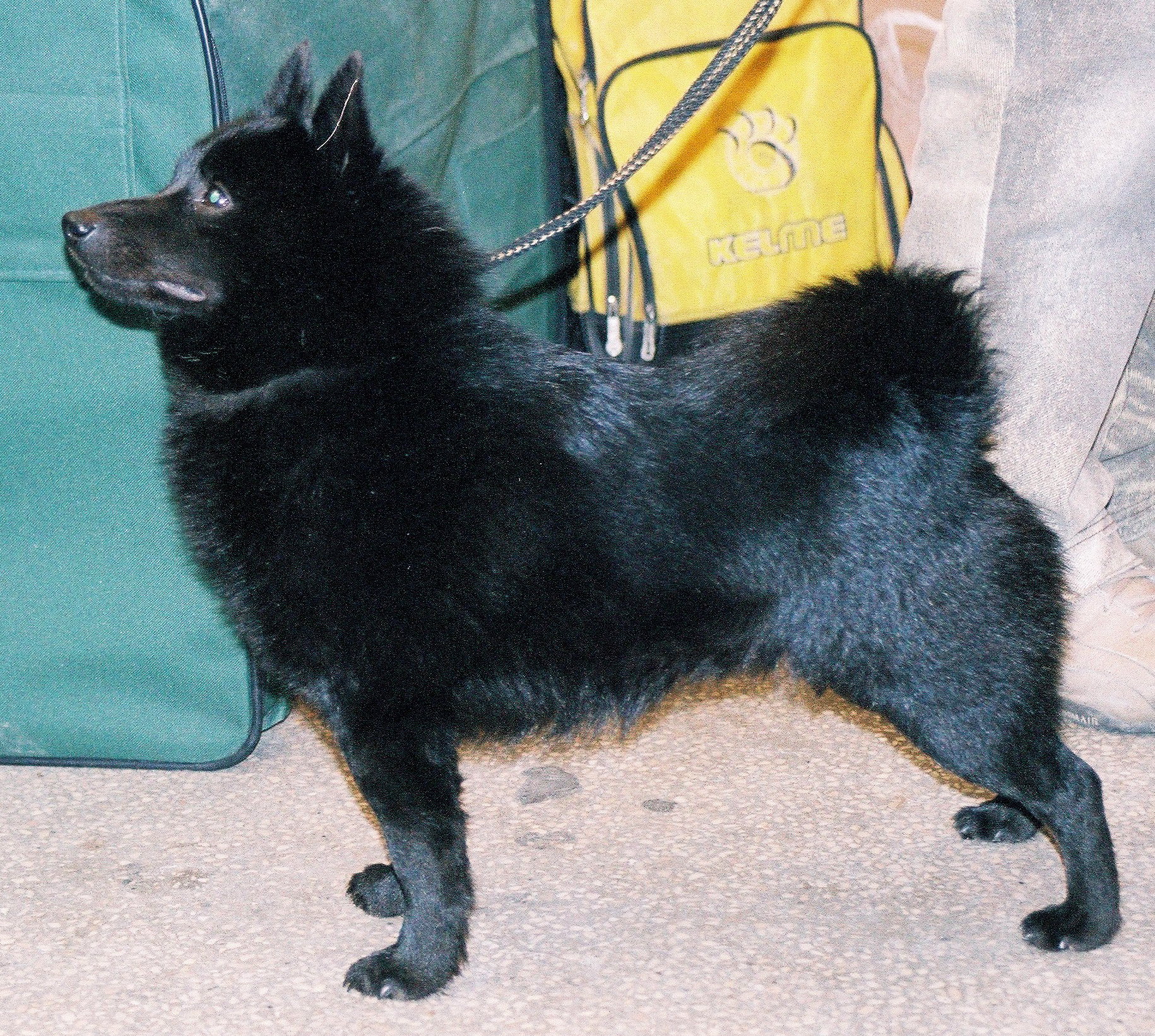
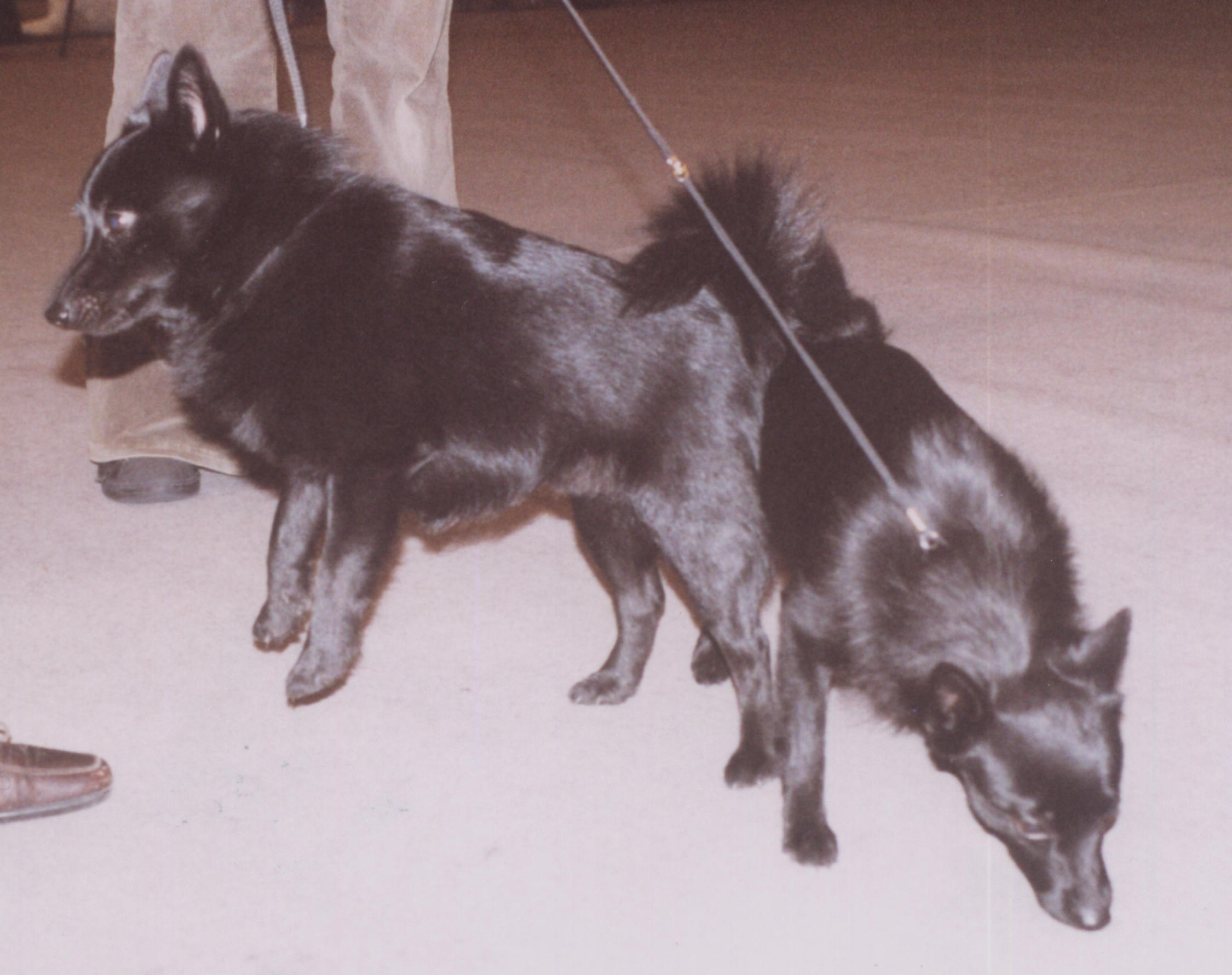